# Sky Sport News

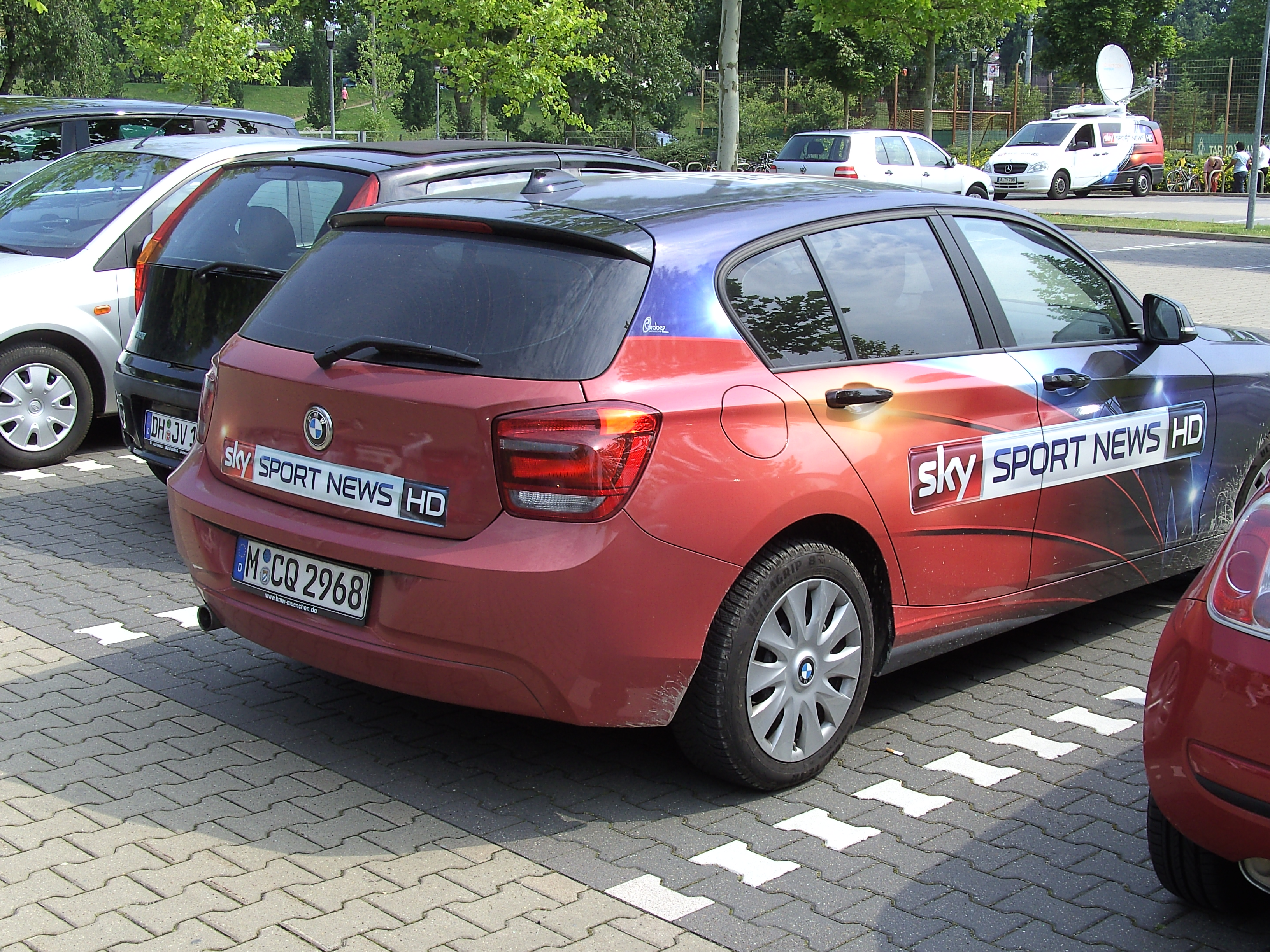
Reporterwagen von Sky Sport News HD vor dem Weserstadion, Bremen; im Hintergrund ein Übertragungswagen desselben Senders mit aufgerichteter Parabolantenne

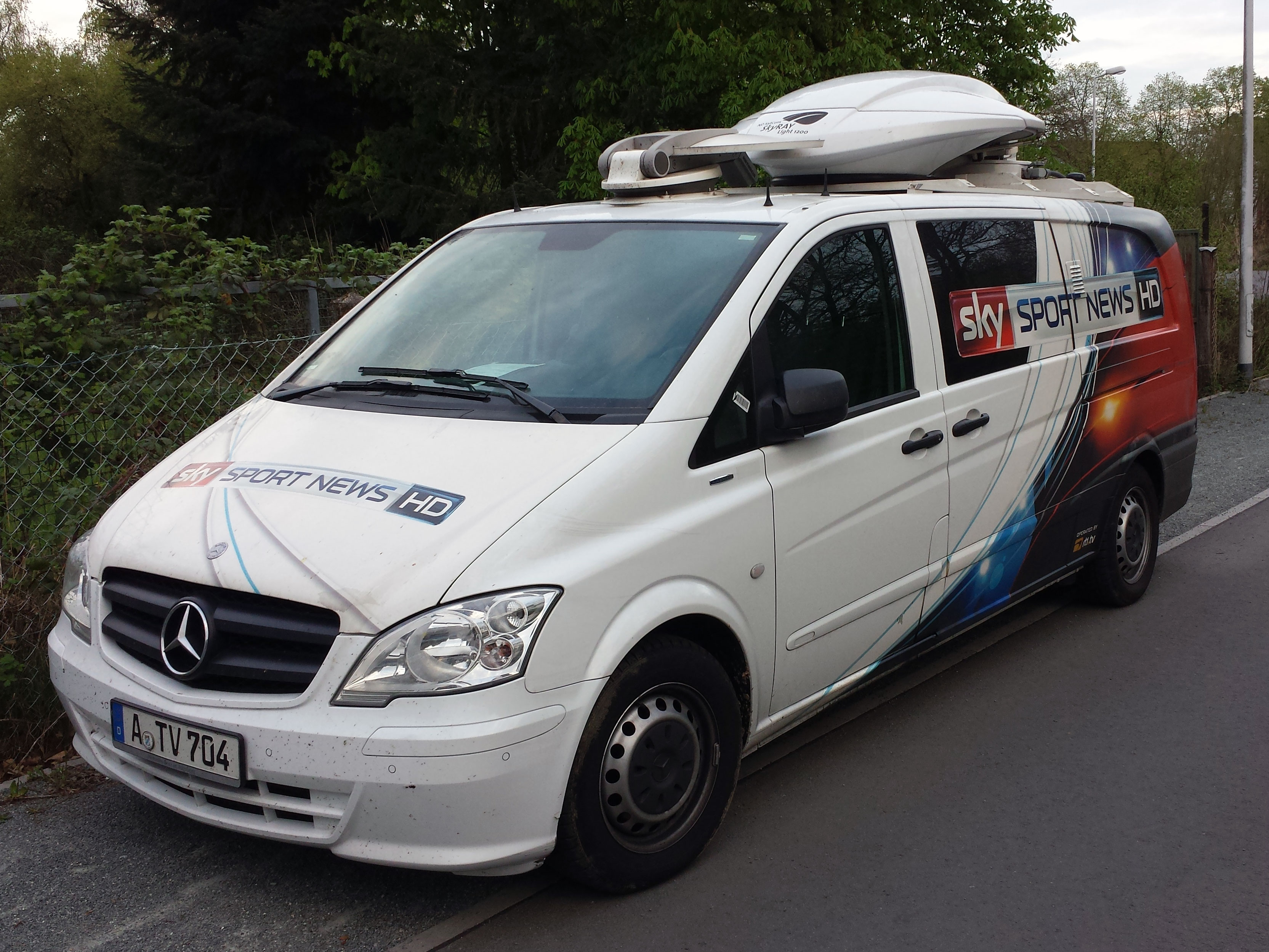
Übertragungswagen von Sky Sport News HD werden durch rt1.tv production betrieben

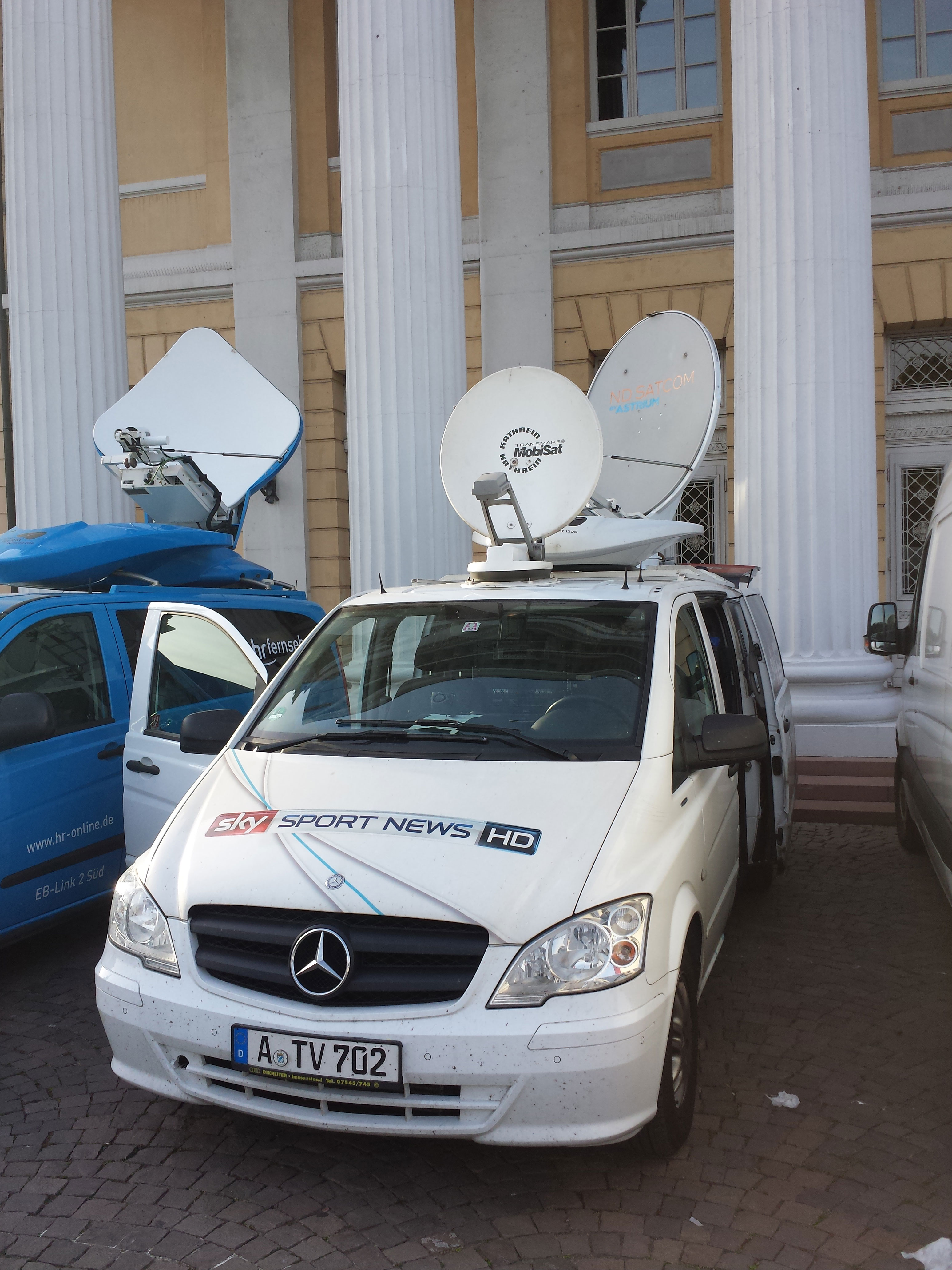
Übertragungswagen mit aufgerichteter Parabolantenne

Sky Sport News ist ein 24-Stunden-Sportnachrichtensender in Deutschland.

## Geschichte
Am 24. Februar 2011 verkündete der Bezahlfernsehsender Sky, dass ein Ableger namens Sky Sport News HD ab dem 1. Dezember 2011 auf Sendung gehen werde. Nach dem Start war der Sender im Rahmen einer großen Werbekampagne zunächst für anderthalb Monate frei empfangbar.
Am 13. Juli 2016 wurde bekanntgegeben, dass Sky seine Geschäftspolitik ändere und der Sender vom 1. Dezember 2016 an frei empfangbar sein werde. Mit der Umwandlung in einen Free-TV-Sender war die Klärung urheberrechtlicher Fragen des künftigen Programmangebots verbunden. So schien die bisher übliche Ausstrahlung von Ausschnitten von Bundesligaspielen nicht mehr möglich, da diese Rechte bereits an andere Rechteinhaber aus dem Free-TV-Senderkreis vergeben waren. Für die Zeit ab der Saison 2017/18 erwarb Sky nun auch die Rechte für eine zeitversetzte Highlight-Berichterstattung im Free-TV.
Am 4. August 2020 gab Sky bekannt, dass Sky Sport News ab 5. August 2020 auf den "HD"-Zusatz im Namen verzichten und in einem neuen Design auftreten werde.
Anfang Mai 2021 gab der Sender bekannt ab Ende Juli wieder ins Pay-TV zu wechseln.
Am 21. Juli 2021 wechselte der Sender zurück ins Pay-TV.

## Senderlogos

HD-Logo von Sky Sport News bis 25. August 2016
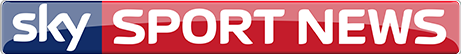
Logo von Sky Sport News vom 26. August 2016 bis 4. August 2020
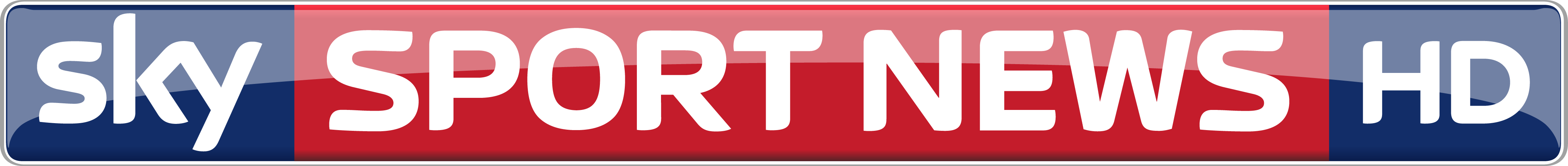
Logo von Sky Sport News HD vom 26. August 2016 bis 4. August 2020
Logo seit dem 5. August 2020

## Sendeschema
Bis zum 31. Mai 2017 präsentierte ein Moderatoren-Team, bestehend aus zumeist einer Frau und einem Mann, in 15-Minuten-Blöcken Sportnachrichten aus aller Welt täglich live von 7:00 bis 01:00 Uhr. Seit dem 1. Juni 2017 wird zwischen 9:00 und 24:00 Uhr weitestgehend live gesendet. 2020 wurde das Sendeschema komplett aufgebrochen und es wird auch mal über einen längeren Zeitraum allein moderiert. Nachts wird die letzte Sendestunde in Dauerschleife gezeigt.
Der thematische Schwerpunkt des Programms liegt seit jeher auf Fußball, Motorsport, Tennis und US Sport.
Nach dem Wechsel ins Free-TV sollte das Programm neben den Sportnachrichten auch andere Formate umfassen. So wurden ab dem 20. Juni 2017 Wiederholungen der für Sky 1 produzierten Comedyshow Eine Liga für sich – Buschis Sechserkette ausgestrahlt. Außerdem präsentierte Jörg Wontorra ab dem 13. August 2017 einen sonntäglichen Fußball-Talk, der aber aufgrund geringer Einschaltquoten bereits nach nur zwei Spielzeiten eingestellt wurde. Zur Saison 2019/20 bekam er mit Wontorra on Tour eine neue Sendung, die ein Jahr lang auf SSNHD ihren Sendeplatz fand.
Unter dem Motto „Nur Sportnachrichten sind wir schon lange nicht mehr“ finden seit der Neuausrichtung des Senders im Jahr 2020 weitere eigenproduzierte Formate wie Transfer Update – die Show mit Florian Plettenberg, Sky Corner (ehemals Champions Corner) mit Martin Winkler und Katharina Kleinfeldt, Meine Geschichte mit Riccardo Basile oder Matchplan mit Jan Henkel den Weg ins Programm von Sky Sport News.

## Moderatoren
Bekannte aktuelle Moderatoren von Sky Sport News sind:
- Thomas Fleischmann (seit 2011)
- Anna Noé (seit 2021 und bereits von 2014 bis 2018)
- Viola Weiss (seit 2012)
- Martin Winkler (seit 2011)
- Katja Wunderlich (seit 2017)
- Johannes Zenglein (seit 2014)
- Dennis Baier (aushilfsweise; eigentlich Handballredaktion)

Bekannte ehemalige Moderatoren von Sky Sports News sind:
- Kate Abdo (2011–2013)
- Jana Azizi (2017–2020)
- Silke Beickert (2011–2017)
- Claudia von Brauchitsch (2012–2019)
- Christian Düren (2017)
- Marcus Fahn (2011–2015)
- Ursula Hoffmann (2011–2014)
- Britta Hofmann (2011–2016)
- Ruth Hofmann (2014–2016)
- Christiane Imdahl (2016)
- Kristina Inhof (2015)
- Julia Josten (2011–2013)
- Karolin Kandler (2013–2018)
- Katharina Kleinfeldt (2017–2023)
- Anna Kraft (2011–2013)
- Lisa Loch (2017)
- Birgit Nössing (2011–2017)
- Laura Papendick (2016–2019)
- Nele Schenker (2019–2021)
- Björn Schwemin (2012–2017)
- Oliver Sequenz (2013–2016)
- Jan Stecker (2015–)
- Tobias Ufer (2011–2013)
- Christopher Wehrmann (2011–2016)
- Sarah Valentina Winkhaus (2015–2016)

## Auszeichnungen
- 2013: German Paralympic Media Award in der Kategorie: TV/Radio